# Bohumil Vávra
Bohumil Vávra (4. listopadu 1916 Praha – 14. září 2007 Praha) byl český divadelní a filmový herec.

## Životopis
Po vystudování Státní konservatoře nastoupil do svého prvního angažmá ve Slovenském národním divadle v Bratislavě. Poté vystřídal divadla v Praze, Olomouci, Plzni a v Brně. V roce 1948, po návratu do plzeňského divadla, se postavil proti tehdejším budovatelským inscenacím. Za trest byl z činohry přeřazen do operety a následně v roce 1953 odsouzen k osmnáctiměsíčnímu trestu odnětí svobody a celoživotnímu zákazu hrát v divadle. Později byl zákaz zrušen.
Ve filmu se objevil poprvé v roce 1947, kdy si zahrál menší roli cestujícího ve snímku Rozhovor ve vlaku. Mezi jeho nejznámější role patří role dědečka Slámy ve filmu Prázdniny pro psa z roku 1980.